# Patrick Swayze
Patrick Wayne Swayze (Houston, 18 agosto 1952 – Los Angeles, 14 settembre 2009) è stato un attore, cantante e ballerino statunitense.
Divenne celebre grazie alle sue interpretazioni in film quali I ragazzi della 56ª strada (1983), Alba rossa (1984), Dirty Dancing - Balli proibiti (1987, per il quale scrisse e compose la canzone She's Like the Wind), Il duro del Road House (1989), Ghost - Fantasma (1990), Point Break - Punto di rottura (1991), A Wong Foo, grazie di tutto! Julie Newmar (1995), Black Dog (1998) e Donnie Darko (2001).

## Biografia
Di origini irlandesi e dell'Europa dell'Est, Patrick Swayze nacque a Houston, in Texas, secondo dei cinque figli di Jessie Wayne Swayze, ingegnere e disegnatore industriale, e di Patsy Yvonne Helen Karnes, ballerina, coreografa e proprietaria di una scuola di ballo. I genitori, che avevano già una figlia, Vicky Lynn, in seguito ebbero altri due maschi, Don e Sean e adottarono una femmina, Bambi.
Parente alla lontana degli attori William Holden e Tom Hulce, fin da piccolo Swayze mostrò notevoli attitudini artistiche, iniziando a prendere lezioni di danza classica grazie al lavoro svolto dalla madre. Nonostante fosse preso in giro dai suoi compagni di scuola, continuò a studiare, dimostrandosi un promettente ballerino e contemporaneamente si cimentò con successo in altre discipline sportive come il pattinaggio artistico, il taekwondo e il football americano.
Effettuò gli studi presso la St. Rose of Lima Catholic School e la Black Middle School, dove si lesionò seriamente un ginocchio durante una partita di football americano. Dopo essere stato sottoposto a un intervento chirurgico, si diplomò alla Waltrip High School. Successivamente si iscrisse al San Jacinto College, dove per due anni studiò ginnastica, ma abbandonò il college senza portare a termine gli studi.
Nel 1972 si trasferì a New York, dove completò la sua formazione studiando presso le scuole di balletto Joffrey Ballet e Harkness Ballet. Nel 1973 ottenne la sua prima apparizione professionale nel corpo di ballo per Disney on Parade, dove interpretava il principe azzurro di Biancaneve. Successivamente lavorò a Broadway. Nel 1975 lavora nella produzione originale londinese del musical Grease, alternandosi con Richard Gere nel ruolo di Danny. Nel 1977 le condizioni del suo ginocchio, infortunato durante gli anni del college, peggiorarono per l'aggravamento delle lesioni ai tendini e ai legamenti, e per un'infezione da stafilococco che mise l'arto a forte rischio di amputazione. Swayze in seguito si riprese grazie a quattro operazioni e, proprio in quel periodo, decise di intraprendere seriamente la carriera di attore.

### Carriera nel cinema
Nel 1979 si trasferì a Los Angeles con l'intento di sfondare a Hollywood, lavorando per un certo periodo come commesso e come operaio presso acciaierie e ditte di costruzioni; apparve inoltre in uno spot pubblicitario per una marca di birra.
Il suo esordio nel mondo del cinema avvenne nel film Skatetown, U.S.A. (1979), dove interpretò la parte di Ace Johnson, il capo di una banda che gira la città in pattini a rotelle. Successivamente apparve in un episodio della serie televisiva M*A*S*H. Gli studios cinematografici iniziarono ad accorgersi di lui e la Columbia Pictures gli offrì un contratto per la realizzazione di alcune pellicole, ma Swayze rifiutò per continuare la sua preparazione attraverso corsi di recitazione.
Nel 1983 entrò a far parte del cast del telefilm La banda dei sette (andato in onda in Italia a puntate sulla neonata Italia 1 a metà degli anni ottanta). Sempre nel 1983 ottenne una grande opportunità quando fu chiamato a recitare da Francis Ford Coppola ne I ragazzi della 56ª strada, dove lavorò con altri promettenti e giovani attori come Tom Cruise, C. Thomas Howell, Matt Dillon, Emilio Estevez, Rob Lowe e Ralph Macchio. Nello stesso anno partecipò come comparsa nel film Staying Alive e recitò al fianco di Gene Hackman in Fratelli nella notte, mentre nel 1984 ritornò accanto all'amico C. Thomas Howell nell'avventuroso Alba rossa di John Milius. La vera popolarità presso il grande pubblico giunse grazie al ruolo dell'eroe romantico Orry Main nella miniserie televisiva North and South, ambientata durante la guerra di secessione americana dove la lotta tra nordisti e sudisti faceva da sfondo alla storia d'amore tra Sonny e l'amata Madeline Fabray LaMotte, interpretata da Lesley-Anne Down.
Nel 1987 ottenne un ruolo affine alla sua passione per la danza, quello dell'istruttore di ballo Johnny Castle nel film Dirty Dancing - Balli proibiti, dove recitò al fianco di Jennifer Grey, con cui era già apparso in Alba rossa. Il film ottenne uno strepitoso successo internazionale, incassando oltre 300 milioni di dollari in tutto il mondo e consacrando l'attore come un idolo. Swayze ottenne una candidatura al Golden Globe e contribuì anche alla colonna sonora del film, cantando il brano She's Like the Wind, di cui fu coautore assieme a Stacy Widelitz. Inizialmente scritto per la colonna sonora del film Bulldozer (1984), She's Like the Wind diventò una hit in molti paesi e negli anni successivi venne reinterpretata da diversi artisti, tra cui David Hasselhoff e Lumidee, che ne eseguì una versione hip hop.
Dopo il successo planetario di Dirty Dancing - Balli proibiti, Swayze si cimentò con ruoli dall'impatto più machista e palestrato come Alba d'acciaio, Vendetta trasversale e Il duro del Road House, per quest'ultimo rifiutò il ruolo di Cash in Tango & Cash, andato infine a Kurt Russell. Nel 1990, dopo il rifiuto di celebri attori come Bruce Willis e Tom Hanks, tornò a film dal sapore più romantico, interpretando il fantasma Sam Wheat in Ghost - Fantasma, con Demi Moore e Whoopi Goldberg. Il film si rivelò un altro successo internazionale che consacrò ulteriormente la sua immagine di stella del cinema e che gli regalò un'altra candidatura al Golden Globe. L'anno seguente bissò questo successo con l'action-thriller Point Break - Punto di rottura, dove interpretò Bodhi, un disincantato surfista che si guadagna da vivere rapinando banche, finché non incontra sulla sua strada un poliziotto infiltrato, interpretato da Keanu Reeves. Queste pellicole lo consacrarono allo status di celebrità e sex symbol, tanto che nel 1991 la rivista People lo elesse uomo più sexy del mondo.

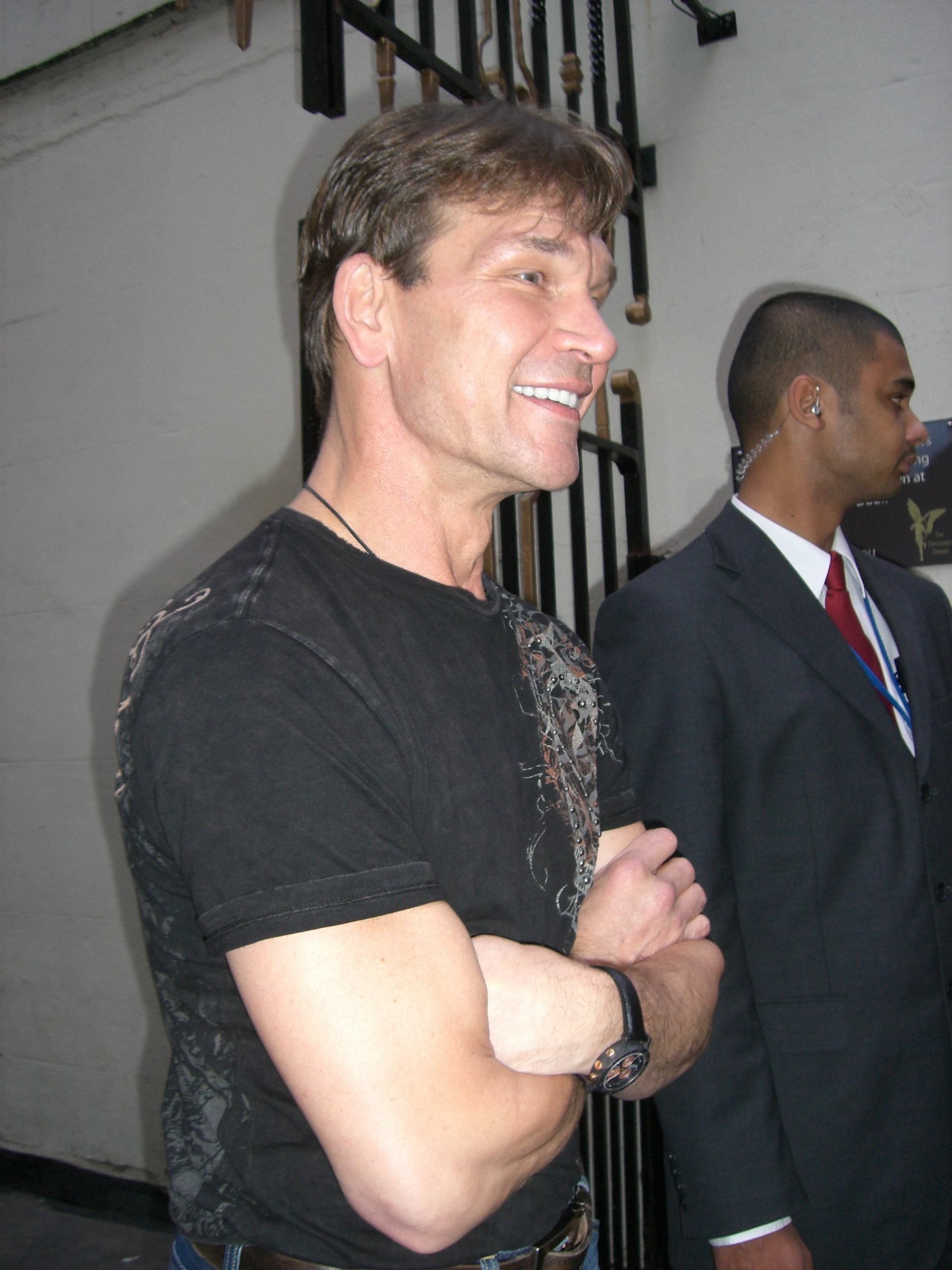
Patrick Swayze nel 2006

Durante gli anni novanta la sua carriera prese una svolta verso ruoli inediti e scelte anticonformistiche, come il ruolo del medico alle prese con la conversione spirituale ne La città della gioia di Roland Joffé, il cowboy Pecos Bill in Pecos Bill - Una leggenda per amico (1995), la drag queen Vida Boheme nel film A Wong Foo, grazie di tutto! Julie Newmar, dove recitò al fianco di altri simboli di virilità come Wesley Snipes e John Leguizamo, anche loro negli inediti panni di drag queen.
Nel 1997, nel giorno del suo 45º compleanno, gli venne attribuita una stella nella Hollywood Walk of Fame. Dopo il film Black Dog (1998), recitò in Letters from a Killer, sul cui set si ferì gravemente: durante le riprese cadde da cavallo, andando a sbattere contro un albero e riportando la lesione dei tendini di una spalla e la frattura di entrambe le gambe. Dopo mesi di convalescenza si riprese pienamente.
Dopo due anni di inattività, nel 2000 recitò al fianco di Melanie Griffith in Vite nascoste, e successivamente prese parte a pellicole di minore impatto commerciale come The Dragon, Amici di... letti e Ore 11:14 - Destino fatale. Nel 2001 interpretò un predicatore motivazionale segretamente pedofilo nel film culto Donnie Darko, mentre nel 2004 apparve in Dirty Dancing 2, una sorta di sequel del Dirty Dancing - Balli proibiti, che tanto lo rese celebre, riservandosi un cameo nel ruolo di un istruttore di danza.
Nel 2005 prese parte alla commedia La famiglia omicidi, dove recitò al fianco di Rowan Atkinson, Kristin Scott Thomas e Maggie Smith, e al film televisivo Icon - Sfida al potere. Il 27 luglio del 2006 fece il suo esordio al Teatro del West End nel musical Guys and Dolls, interpretando Nathan Detroit fino al 25 novembre dello stesso anno. Nel 2008 recitò nel film Powder Blue con Jessica Biel e il premio Oscar Forest Whitaker, dove ebbe modo di lavorare a fianco del fratello Don, e nella serie televisiva The Beast.

### La malattia e la morte
A fine gennaio 2008, a Swayze fu diagnosticato un cancro del pancreas, che lo costrinse a sottoporsi a immediati trattamenti di chemioterapia. Il 6 gennaio 2009 fu ricoverato all'ospedale per un'improvvisa polmonite e rimase degente per dieci giorni. Nello stesso mese, dopo essersi sottoposto per un anno a chemioterapia e ad altri trattamenti presso il centro medico dell'Università di Stanford, venne diffusa la falsa notizia della decisione da parte dell'attore di interrompere le cure, notizia che fu immediatamente smentita dallo stesso Swayze, il quale ribadì il proprio enorme attaccamento alla vita e la propria volontà di continuare a lottare contro la malattia.
Successivamente venne diffusa un'altra falsa notizia della sua morte, poi smentita dallo stesso attore. Nell'aprile 2009 i medici scoprirono delle metastasi al fegato e l'attore decise di sottoporsi a cure sperimentali, mentre la stampa iniziava a pubblicare immagini che lo ritraevano segnato dalla malattia e notevolmente dimagrito, fino a pesare appena 47 chili. Swayze morì il 14 settembre 2009 all'età di 57 anni, venti mesi dopo la conferma della diagnosi. In base alle sue ultime volontà, il suo corpo venne cremato e le ceneri vennero sparse presso il suo ranch nel Nuovo Messico.

## Vita privata

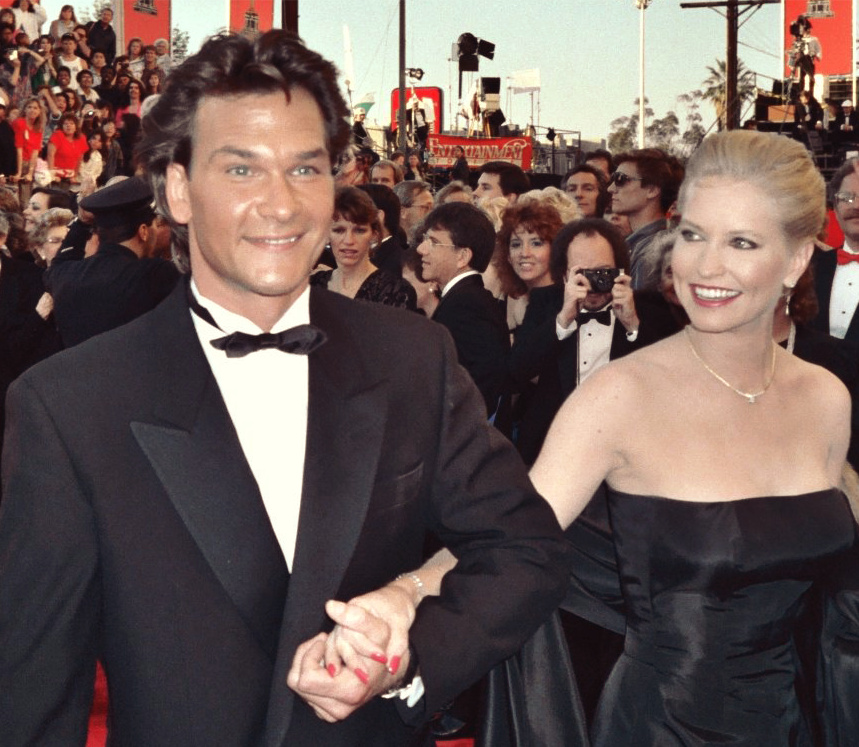
Patrick Swayze con la moglie Lisa Niemi ai Premi Oscar 1989

Il 12 giugno 1975 si sposò con l'attrice e ballerina Lisa Niemi. I due si conobbero agli inizi degli anni settanta nella scuola di danza della madre. Swayze e la moglie non ebbero figli. Nel 1990 erano in attesa di un figlio ma, durante un'ecografia, scoprirono che il bambino era morto. Dopo aver cercato di concepire un figlio naturalmente, la coppia ha preso anche in considerazione la possibilità dell'adozione.
Il 2 novembre 1982 il padre dell'attore morì all'età di 57 anni, a causa di un attacco cardiaco. Colpito dalla morte del genitore, a cui era profondamente legato, Patrick Swayze divenne alcolizzato. Dopo un periodo di riabilitazione, cercò tranquillità nel suo ranch dove si dedicò all'allevamento di cavalli arabi. Nonostante la riabilitazione, Swayze continuò ad avere problemi di alcolismo, non riuscendo a gestire l'enorme successo derivato da Dirty Dancing - Balli proibiti, e proseguendo in un percorso di autodistruzione che lo condusse all'uso di cocaina e a frequenti attacchi d'ira, che lo portarono nel 1989 a distruggere una stanza d'albergo.
Nel dicembre 1994 dovette affrontare una nuova tragedia familiare: la sorella Vicky, sofferente di disturbi mentali e depressione, si suicidò con una overdose di analgesici.
Il 1º giugno 2000 Swayze rimase coinvolto in un incidente aereo. Mentre si trovava in volo con il suo bimotore Cessna 414A Chancellor marche N414PS, a causa di un problema di pressurizzazione mentre sorvolava il Nord dell'Arizona, fu costretto a un atterraggio su una strada sterrata nei pressi di un complesso residenziale. Durante la manovra, il bimotore andò a colpire un palo della luce, restando parzialmente distrutto, ma Swayze uscì indenne dall'abitacolo. I media statunitensi si interessarono molto alla vicenda, sostenendo che l'attore fosse in stato di ubriachezza mentre era ai comandi del bimotore.
Cresciuto con un'educazione cattolica, nel corso degli anni si era avvicinato a diverse religioni, come la fede Bahá'í e il buddismo di Nichiren Daishonin.

## Filmografia

### Attore

#### Cinema
- Skatetown, U.S.A., regia di William A. Levey (1979)
- Staying Alive, regia di Sylvester Stallone (1983) - cameo
- I ragazzi della 56ª strada (The Outsiders), regia di Francis Ford Coppola (1983)
- Fratelli nella notte (Uncommon Valor), regia di Ted Kotcheff (1983)
- Bulldozer (Grandview, U.S.A.), regia di Randal Kleiser (1984)
- Alba rossa (Red Dawn), regia di John Milius (1984)
- Spalle larghe (Youngblood), regia di Peter Markle (1986)
- Dirty Dancing - Balli proibiti (Dirty Dancing), regia di Emile Ardolino (1987)
- Alba d'acciaio (Steel Dawn), regia di Lance Hool (1987)
- Il ritorno di Tiger (Tiger Warsaw), regia di Amin Q. Chaudhri (1988)
- Il duro del Road House (Road House), regia di Rowdy Herrington (1989)
- Vendetta trasversale (Next of Kin), regia di John Irvin (1989)
- Ghost - Fantasma (Ghost), regia di Jerry Zucker (1990)
- Point Break - Punto di rottura (Point Break), regia di Kathryn Bigelow (1991)
- I protagonisti (The Player), regia di Robert Altman (1992) - cameo (scena tagliata)
- La città della gioia (City of Joy), regia di Roland Joffé (1992)
- Famiglia in fuga (Father Hood), regia di Darrell Roodt (1993)
- Pecos Bill - Una leggenda per amico (Tall Tale), regia di Jeremiah S. Chechik (1995)
- A Wong Foo, grazie di tutto! Julie Newmar (To Wong Foo Thanks for Everything, Julie Newmar), regia di Beeban Kidron (1995)
- Tre desideri (Three Wishes), regia di Martha Coolidge (1995)
- Black Dog, regia di Kevin Hooks (1998)
- Letters from a Killer, regia di David Carson (1998)
- Vite nascoste (Forever Lulu), regia di John Kaye (2000)
- The Dragon (Green Dragon), regia di Timothy Linh Bui (2001)
- Donnie Darko, regia di Richard Kelly (2001)
- Amici di... letti (Waking Up in Reno), regia di Jordan Brady (2002)
- One Last Dance, regia di Lisa Niemi (2003)
- Ore 11:14 - Destino fatale (11:14), regia di Greg Marcks (2003)
- Dirty Dancing 2 (Dirty Dancing: Havana Nights), regia di Guy Ferland (2004)
- George and the Dragon, regia di Tom Reeve (2004)
- Missione tata (The Pacifier), regia di Adam Shankman (2005) - immagini d'archivio
- La famiglia omicidi (Keeping Mum), regia di Niall Johnson (2005)
- Christmas in Wonderland, regia di James Orr (2007)
- Jump!, regia di Joshua Sinclair (2007)
- Powder Blue, regia di Timothy Linh Bui (2009)

#### Televisione
- The Comeback Kid, regia di Peter Levin – film TV (1980)
- M*A*S*H – serie TV, 1 episodio (1981)
- Il ritorno dei Rebels (Return of the Rebels), regia di Noel Nosseck – film TV (1981)
- The Renegades, regia di Roger Spottiswoode – film TV (1982)
- La banda dei sette (Renegades) – serie TV (1983)
- Pigs Vs. Freaks, regia di Dick Lowry – film TV (1984)
- Nord e Sud (North and South), regia di Richard T. Heffron – miniserie TV (1985)
- Nord e Sud II (North and South, Book II), regia di Kevin Connor – miniserie TV (1986)
- Storie incredibili (Amazing Stories) – serie TV, episodio 2x07 (1986)
- Saturday Night Live – serie TV, 1 episodio (1990)
- Whoopi – serie TV, 1 episodio (2004)
- Le miniere di re Salomone (King Solomon's Mines), regia di Steve Boyum – miniserie TV (2004)
- Icon - Sfida al potere (Icon), regia di Charles Martin Smith – film TV (2005)
- The Beast – serie TV, 13 episodi (2009)

### Doppiatore
- Red e Toby nemiciamici 2 (The Fox and the Hound 2), regia di Jim Kammerud (2006)

### Produttore
- One Last Dance, regia di Lisa Niemi (2003)

## Riconoscimenti
- Golden Globe
  - 1988 – Candidatura al miglior attore in un film commedia o musicale per Dirty Dancing - Balli proibiti
  - 1991 – Candidatura al miglior attore in un film commedia o musicale per Ghost - Fantasma
  - 1996 – Candidatura al miglior attore in un film commedia o musicale per A Wong Foo, grazie di tutto! Julie Newmar

- Hollywood Walk of Fame
  - 1997 – Stella per i suoi contributi all'industria cinematografica (7018 Hollywood Blvd)

- MTV Movie Awards
  - 1992 – Candidatura all'attore più attraente per Point Break - Punto di rottura

- Saturn Awards
  - 1991 – Candidatura al miglior attore in un film per Ghost - Fantasma

## Doppiatori italiani
Nelle versioni in italiano dei suoi film, Patrick Swayze è stato doppiato da:
- Roberto Pedicini in Dirty Dancing - Balli proibiti, Letters from a Killer, Donnie Darko, One Last Dance, La famiglia omicidi
- Mario Cordova ne Il duro del Road House, Ghost - Fantasma, Point Break - Punto di rottura, Tre desideri, The Beast
- Stefano Mondini in The Dragon, Amici di... letti, Dirty Dancing 2, Missione Tata
- Tonino Accolla in Alba rossa, Nord e Sud, Nord e Sud II
- Luca Ward in Vite nascoste, Ore 11:14 - Destino fatale, Le miniere di Re Salomone
- Fabrizio Temperini in Pecos Bill - Una leggenda per amico, Famiglia in fuga
- Giampaolo Saccarola ne I ragazzi della 56ª strada
- Vittorio Guerrieri ne La banda dei sette
- Mauro Gravina in Fratelli nella notte
- Loris Loddi in Storie incredibili
- Massimo Giuliani in Bulldozer
- Gianni Bersanetti in Spalle larghe
- Michele Gammino in Alba d'acciaio
- Alessandro Rossi in Vendetta trasversale
- Luca Biagini ne La città della gioia
- Aldo Reggiani in A Wong Foo, grazie di tutto! Julie Newmar
- Stefano De Sando in Black Dog
- Roberto Draghetti in George and the Dragon
- Fabrizio Pucci in Christmas in Wonderland
- Francesco Pannofino in Icon - Sfida al potere

Da doppiatore è sostituito da:
- Roberto Draghetti in Red e Toby nemiciamici 2